# US Open (taekwondo)
L’US Open est une compétition de taekwondo organisée annuellement par l'Union panaméricaine de taekwondo.
La première édition de ce tournoi voit le jour en 1990 mais c'est en 2009 qu'il devient un événement majeur dans le calendrier mondial du fait de son label « WTF-G2 ».

## Lieu des éditions
| Austin    |
| Las Vegas |
| Orlando   |
| Reno      |

## Palmarès hommes
| WTF-G2 | WTF-G2            | WTF-G2             | WTF-G2           | WTF-G2               | WTF-G2           | WTF-G2           | WTF-G2                    | WTF-G2                  |
| Année  | -54 kg            | -58 kg             | -63 kg           | -68 kg               | -74 kg           | -80 kg           | -87 kg                    | +87 kg                  |
| ------ | ----------------- | ------------------ | ---------------- | -------------------- | ---------------- | ---------------- | ------------------------- | ----------------------- |
| 2016   | Mourad Laachraoui | Carlos Navarro     | Zhao Shuai       | Isaac Torres         | Nicholas Corten  | Moises Hernandez | Qiao Sen                  | Rafael Alba             |
| 2015   | Venilton Teixeira | Ching-Cheng Huang  | Zhao Shuai       | José Antonio Rosillo | Timothy Curry    | Damon Sansum     | Lutalo Muhammad           | Abdoula Issoufou Alfaga |
| 2014   | Irving Delgado    | Zhao Shuai         | Chen-Yang Wei    | Tsung-jui Lo         | Albert Gaun      | Steven López     | misael lópez              | Cha Dong-min            |
| 2013   | Cesar Rodriguez   | Dylan Chellamootoo | Jure Pantar      | Daniel Manz          | Maxime Potvin    | Tahir Gülec      | Augustin Bata             | Anthony Obame           |
| 2012   | Gabe McDowell     | James Howe         | Marcio Ferreira  | Luis Colon           | Maxime Potvin    | Aaron Cook       | Sébastien Michaud         | Pascal Gentil           |
| 2011   | Nicolas Silva     | Marcio Ferreira    | Stevens Barclais | Martin Stamper       | Uriel Adriano    | Issam Charnoubi  | François Coulombe-Fortier | Vanja Babič             |
| 2010   | Edgar Sánchez     | Damián Villa       | Abel Mendoza     | Siddhartha Bhat      | Vladimir Sokolov | Aaron Cook       | Antony Graf               | Roman Kuznetsov         |
| Année  | -54 kg            | -58 kg             | -62 kg           | -67 kg               | -72 kg           | -78 kg           | -84 kg                    | +84 kg                  |
| 2009   | Luis Casado       | Gus Villa          | Javier Marron    | Rafik Zahri          | Maxime Potvin    | Jason Neville    | Francois Coulombe-Fortier | Michael Klitschke       |

## Palmarès femmes
| WTF-G2 | WTF-G2            | WTF-G2                 | WTF-G2           | WTF-G2          | WTF-G2             | WTF-G2           | WTF-G2          | WTF-G2               |
| Année  | -46 kg            | -49 kg                 | -53 kg           | -57 kg          | -62 kg             | -67 kg           | -73 kg          | +73 kg               |
| ------ | ----------------- | ---------------------- | ---------------- | --------------- | ------------------ | ---------------- | --------------- | -------------------- |
| 2016   | Lin Wan-Ting      | Panipak Wongpattanakit | Wu Jingyu        | Indra Craen     | Zhou Meiling       | Guo Yunfei       | María Espinoza  | Briseida Acosta      |
| 2015   | Lin Wan-Ting      | Yuntao Wenren          | Huang Yun-Wen    | Cheyenne Lewis  | Hua Zhang          | Guo Yunfei       | Reshmie Oogink  | Aleksandra Kowalczuk |
| 2014   | Lin Wan-Ting      | Itzel Manjarrez        | Kim Yu-jin       | Cheyenne Lewis  | Anna-Lena Frömming | Hua Zhang        | Oh Hye-Ri       | María Espinoza       |
| 2013   | Itzel Manjarrez   | Chanatip Sonkham       | Cheyenne Lewis   | Emely Cartagena | Elin Johansson     | Franka Anić      | María Espinoza  | Anne-Caroline Graffe |
| 2012   | Yvette Yong       | Jannete Alegría        | Floriane Liborio | Marlène Harnois | Brenda Romero      | Seham Elsawalhy  | María Espinoza  | Briseida Acosta      |
| 2011   | Yvette Yong       | Maéva Coutant          | Ivett Gonda      | Nicole Palma    | Jade Jones         | Melissa Pagnotta | María Espinoza  | Gwladys Épangue      |
| 2010   | Carolena Carstens | Jannete Alegría        | I-Wen Kuan       | Pei-Hua Tseng   | Karine Sergerie    | Melissa Pagnotta | María Espinoza  | Miranda Hinrichs     |
| Année  | -47 kg            | -51 kg                 | -55 kg           | -59 kg          | -63 kg             | -67 kg           | -72 kg          | +72 kg               |
| 2009   | Yvette Yong       | Charlotte Craig        | Shannon Condie   | Hua Zhang       | Melissa Pagnotta   | Hua Shao         | Courtney Condie | Rosana Simón         |